# Parafia Matki Bożej Ostrobramskiej w Krakowie
Parafia Matki Bożej Ostrobramskiej w Krakowie – parafia rzymskokatolicka należąca do dekanatu Kraków-Prądnik archidiecezji krakowskiej na os. Wieczysta przy ulicy Meissnera.

## Historia parafii
3 lutego 1953 biskup Franciszek Jop, wikariusz Archidiecezji Krakowskiej, erygował kaplicę w ochronce (w budynku przedszkola, prowadzonego od 1945 r. przez Siostry Służebniczki Dębickie z ramienia kościelnej organizacji charytatywnej „Caritas”) jako kaplicę publiczną. W tym też czasie kuria metropolitalna ogłosiła, że patronką kaplicy będzie Matka Boża Ostrobramska.
22 maja 1983 r. podczas mszy na Błoniach krakowskich papież Jan Paweł II poświęcił kamień węgielny pod budowę kościoła na Wieczystej, a 4 sierpnia tego roku kardynał Franciszek Macharski podpisał dekret erekcyjny parafii Matki Bożej Ostrobramskiej w Krakowie i mianował pierwszym proboszczem o. Jana Frączka SP.
Po ponad 9 latach, 16 listopada 1994 Franciszek Macharski pobłogosławił nowy kościół parafialny, a konsekracja kościoła nastąpiła w 2008.

### Proboszczowie
- o. Jan Frączek SP (1983 – 1995)
- o. Jacek Raczek SP (1995 – 2007)
- o. Andrzej Tupek SP (2007 – 2019)
- o. Tomasz Jędruch SP (od 2019)

## Wspólnoty parafialne
- Akcja Katolicka
- Duszpasterstwo akademickie
- Krąg Domowego kościoła
- Ministranci
- Odnowa w Duchu Świętym
- Parafialna rada duszpasterska
- Parafialny Klub Sportowy "Porta"
- Rycerze Kolumba
- Schola
- Wolontariat parafialny

## Zasięg parafii
Ulice: Bajana, Chałupnika, Czyżyńska, Fiołkowa, al. Jana Pawła II 8-68, Janickiego, Janusa, Kajty, Kantora, Anieli Krzywoń, Ładna, Łąkowa, Majowa, Meissnera, Mogilska 121, Nieznana, Ogrodnicza, Ostatnia, Pilotów (prawa strona), Podmiejska, Pszona, Raciborskiego, Rozmarynowa, Seniorów Lotnictwa, Spadochroniarzy, Swojska, Szkółkowa, Śliczna, Ugorek, Ułanów, Widna, Wiejska, Włodkowica, Żwirki i Wigury.